# Partido judicial de Morón de la Frontera
El partido judicial de Morón de la Frontera es uno de los 85 partidos judiciales en los que se divide la comunidad autónoma de Andalucía y creado por Real Decreto en 1983, como número siete de los quince en que se divide la provincia de Sevilla, en España.

## Ámbito geográfico
| Partido Judicial | Capital de partido   | Municipios que comprende                                                |
| ---------------- | -------------------- | ----------------------------------------------------------------------- |
| 7                | Morón de la Frontera | Coripe, Montellano, Morón de la Frontera, Pruna y La Puebla de Cazalla. |